# Il lupo dei cieli
Il lupo dei cieli o Il fuggiasco della galassia (The Weapon from Beyond) è un romanzo di fantascienza del 1967 dello scrittore statunitense Edmond Hamilton, primo capitolo della trilogia del lupo dei cieli (Starwolf), completata dai romanzi Pianeta perduto o I mondi chiusi (The Closed Worlds, 1968) e Le stelle del silenzio (World of the Starwolves, 1968).
Col titolo Il lupo dei cieli, il romanzo è stato pubblicato in italiano per la prima volta nel 1968.

## Trama
Morgan Chane è un "lupo dei cieli", un pirata proveniente dal pianeta Varna, la cui gravità molto più forte di quella terrestre rende gli abitanti, per il resto molto simili agli umani, eccezionalmente forti e dai rapidissimi riflessi.
Ma Morgan Chane, in realtà, è un umano della Terra i cui genitori, missionari religiosi, erano morti quando lui era bambino.
I varniani lo hanno adottato e cresciuto come uno di loro fino a quando, divenuto adulto, intraprende la carriera di pirata razziando decine di pianeti e seminando il terrore nella galassia.
Un giorno, durante una disputa per la spartizione del bottino, Chane uccide il capo dei varniani, Ssander, e, ferito gravemente, è costretto a fuggire dai suoi ex compagni che vogliono ucciderlo per vendetta.
La fuga lo porterà ad incontrare l'anziano mercenario John Dilullo, nativo di Brindisi e ad unirsi alla sua banda per un'avventura attraverso numerosi pianeti alieni.

## Edizioni
(parziale)
- Edmond Hamilton, The Weapon from Beyond, Ace Books, 1967.
- Edmond Hamilton, Il lupo dei cieli, traduzione di Mario Galli, Urania n° 481, Arnoldo Mondadori Editore, 1968.
- Edmond Hamilton, Il lupo dei cieli, collana Il lupo dei cieli - I mondi chiusi, traduzione di Mario Galli, Urania collezione n° 130, Mondadori, 2013, ISBN 978-88-520-4409-0.